# Ammocrypta vivax
Ammocrypta vivax е вид лъчеперка от семейство Percidae.

## Разпространение
Видът е разпространен в САЩ.